# Порту-Баррейру
Порту-Баррейру (порт. Porto Barreiro) — муниципалитет в Бразилии, входит в штат Парана. Составная часть мезорегиона Юго-центральная часть штата Парана. Входит в экономико-статистический микрорегион Гуарапуава. Население составляет 5261 человек на 2006 год. Занимает площадь 361,982 км². Плотность населения — 14,5 чел./км².

## История
Город основан 13 декабря 1995 года.

## Статистика
- Валовой внутренний продукт на 2003 год составляет 38 294 015,00 реалов (данные: Бразильский институт географии и статистики).
- Валовой внутренний продукт на душу населения на 2003 год составляет 8016,33 реалов (данные: Бразильский институт географии и статистики).
- Индекс развития человеческого потенциала на 2000 год составляет 0,716 (данные: Программа развития ООН).